# Hósvík község
Hósvík község (feröeriül: Hósvíkar kommuna) egy megszűnt község Feröeren. Streymoy keleti partján feküdt.

## Történelem
A község 1954-ben jött létre Hvalvík községből kiválva.
2005. január 1-jétől Sundini község része lett.

## Önkormányzat és közigazgatás

### Települések
| Település | Mióta a község része | Előző község   | Meddig a község része | Következő község | Megjegyzés         |
| --------- | -------------------- | -------------- | --------------------- | ---------------- | ------------------ |
| Hósvík    | 1954                 | Hvalvík község | 2004. december 31.    | Sundini község   | A község székhelye |

## Népesség
| Év              | Lakosság |
| --------------- | -------- |
| 1986. január 1. | 248      |
| 1991. január 1. | 254      |
| 1996. január 1. | 225      |
| 2001. január 1. | 243      |